# Марко Челебоновић
Марко Челебоновић (Београд, 21. новембар 1902 — Сен Тропе, 23. јул 1986) био је српски сликар.

## Биографија
Основну школу је завршио у Београду, а средњу у Цириху и Лозани током Првог светског рата. Студије је започео 1919. у Оксфорду, а дипломирао права 1922. у Паризу. Године 1922. дошао је у вајарски студио Антоана Бурдела у Паризу са намером да се посвети вајарству, али је од 1923. почео да слика. Маја 1925. по први пут је излагао своја дела у Салону Тиљерије (Salon des Tuilleries), а у јуну исте године је отишао у Сен Тропе. Ту је радио уз Вијара, Сињака и друге. Пре Другог светског рата живео је у Сен Тропеу. Године 1937. имао је прву самосталну изложбу у Београду, док је 1938. излагао са групом „Дванаесторица“. Тих година повремено је посећивао Југославију; Београд, црногорско приморје и средњовековне манастире. Иако је живео у Француској, остао је близак са југословенским сликарима који су повремено посећивали Француску (Сретен Стојановић, Марино Тартаља, Петар Лубарда).
За време рата припадао је француском покрету отпора. У периоду 1948—1960, био је професор на Академији уметности у Београду. Често је излагао у Паризу, Београду, Цириху, Женеви, Сарајеву, Скопљу и Нишу. Излагао је и на колективним изложбама југословенске уметности у Француској, Енглеској, Белгији, Италији, Холандији и Бразилу.
Челебоновићево дело је у стилу генерације француских уметника из 1930-их. Ипак, његова дела показују балканске и оријенталне карактеристике, нарочито у жестини употребе боје, уздржаним гестовима и масама људских фигура.